# Rivina
Genre
Classification phylogénétique
Rivina est un genre de plantes à fleurs de la famille des Petiveriaceae (anciennement Phytolaccaceae). Le nom rend hommage au botaniste allemand Augustus Quirinus Rivinus (1652-1723). 

## Sélection d'espèces
- Rivina brasiliensis Nocca
- Rivina humilis L. – Baies de corail, Groseille, Ti Groseille, Pigeonberry (Amérique tropicale et subtropicale)

- Trichostigma octandrum (L.) H.Walter (anciennement Rivina octandra L.)